# Cucal de Strickland
El cucal de Strickland (Centropus rectunguis) és una espècie d'ocell de la família dels cucúlids (Cuculidae) que habita la selva humida de la Península Malaia, Sumatra i Borneo.